# Jonten Thaje
Jonten Thaje (ur. 1723, zm. 1784) – bhutański duchowny buddyjski, trzynasty dże khenpo.
Urodził się w Thimphu. Pobierał nauki u mistrzów w Bhutanie oraz Tybecie. Intronizowany w 1771, funkcję pełnił do 1775. Był jednym z inicjatorów odbudowy Tasziczodzongu po pożarze z 1772. W 1782 miał natomiast wznieść Czorten Kora.